# Горшков Сергій Ілліч
 Сергій Ілліч Горшков  — (нар. 20 вересня 1902 — 25 червня 1993) — радянський воєначальник, генерал-лейтенант (1944). На початковому етапі німецько-радянської війни брав участь на чолі 206-ї стрілецької дивізії у битві за Київ в 1941 році, пізніше буде очолювати спочатку кавалерійську дивізію а на останній рік війни стане командуючим 5-го гвардійського Донського козацького кавалерійського корпусу.

## Життєпис
Народився на хуторі Ольшанка станиці Урюпинська Хоперського округу області Війська Донського. З донських козаків. 
У 1920 вступив в РККА. Закінчив кавалерійські курси (1921), 2-у Борисоглібсько-Петербурзьку кавалерійську школу (1922), штабне відділення кавалерійських курсів удосконалення комскладу (1933).
Брав участь в придушенні селянських повстань в Тамбовській, Воронезькій і Рязанській губ. Після війни командир взводу, командир і політрук ескадрону, начальник відділення штабу дивізії, начальник полкової школи, начальник штабу кавалерійського полку.
З вересня 1937 року командир 49-го кавалерійського полку, з квітня 1938 помічник командира 14-ї кавалерійської дивізії. З серпня 1938 начальник відділу кадрів начскладу Київського, з вересня 1940 - Одеського ВО.
З квітня 1941 року командир 206-ї стрілецької дивізії. З початкомнімецько-радянської війни дивізія брала участь в боях під Києвом, була оточена. З боями виходила однією з останніх під час здачі Києва.
З листопада 1941 командир 15-ї (пізніше перейменована на 11-у гвардійську) козацької кавалерійської дивізії.
З травня 1943 заступник командира 5-го гвардійського Донського, з грудня того ж року 4-го гвардійського Кубанського козацького кавалерійського корпусів. Під час Одеській операції був тяжко поранений. З травня 1944 командуючий 5-го гвардійського Донського козацького кавалерійського корпусу. Учасник Яссько-Кишинівській, Дебреценської, Будапештської, Віденської операцій. Командував корпусом до березня 1946. 
У 1946 році закінчив Вищі академічні курси при Військовій академії РСЧА ім. К.Є. Ворошилова (1946).
З листопада 1946 року генерал-лейтенант Горшков Сергій Ілліч за станом здоров'я у відставці. Жив у Ростові на Дону. В 1979 році удостоєний звання почесного громадянина Ростова на Дону.

## Нагороди та почесні звання

### Радянські ордени
- 2 ордена Леніна (1942, 1945)
- 4 ордена Червоного Прапора (1923, 1941, 1943, 1944)
- Орден Кутузова 1-го ступеня (1944)
- Орден Суворова 2-го ступеня
- Орден Богдана Хмельницького 2-го ступеня
- Орден Вітчизняної війни 1-го ступеня (1985)
- Орден Червоної Зірки

### Іноземні ордени
Командор Ордена Британської Імперії (1944)

### Почесне звання
Почесний громадянин м. Ростов на Дону (1979)